# Becard de Surinam
El becard de Surinam (Pachyramphus surinamus) és un ocell de la família dels titírids (Tityridae). Es troba a Brasil, Surinam i Guyana. Els seus hàbitats inclouen els boscos tropicals i subtropicals de frondoses humits de les terres baixes, la sabana humida i boscos molt degradats. El seu estat de conservació es considera de risc mínim.